# Останній романтик планети Земля
«Останній романтик планети Земля» (фр. Les Derniers Jours du monde) — французький апокаліптичний фільм 2009 року братів Арно і Жан-Марі Лар'є.

## Сюжет
Кінець світу близький — про це вже оголосили по радіо. У новинах повідомляють, що на Токіо скинута бомба, по Парижу завдано ракетного удару, але Робінсон, здається, не помічає загальної паніки. Посеред цього кошмару він шукає дівчину, яка стала для нього маною і мрією. У гонитві за нею він міг загинути десятки разів — він не боїться апокаліпсису! Він їздить по всій Європі, щоб обійняти її востаннє!

## В головних ролях
- Матьє Амальрік — Робінсон
- Катрін Фро — Амбліна
- Карін Віар — Хлоя
- Омахира Мота — Летиція
- Клотильда Ем — Ірис
- Сержі Лопес — Тео
- Сабіна Азема — La Marquise d'Arcangues

## Відгуки
|                               | Це розкішний фільм, монолітний і технічно вивірений, з відмінним акторським складом, включаючи Матьє Амальріка, Сержі Лопеса і Карін Віар - за самою своєю природою він повинен бути представлений масовій аудиторії в широкому прокаті. Брати Лар'є провезли знімальну групу від Франції та Іспанії, аж до Тайваню та Канади, і не скупилися вкладати гроші в проєкт. Але головне в цій артхаусній картині те, що вона звертається до витоків чистої анархії. |
| — Ден Фіанару, "Screen Daily" | |